# Peter Stephan
Peter Stephan (Almelo, 13 juni 1930 – Sumatra, 25 april 1995) was een Nederlands voetballer en bestuurder. Hij speelde voor Heracles, Sportclub Emma en Limburgia en was manager bij Go Ahead Eagles en directeur bij Feyenoord.

## Loopbaan

### Beginjaren
Zijn vader, die evenals zijn grootvader Peter heette, werd geboren in het Duitse Lennep en trouwde in 1925 met Lina Bartels in Almelo. Zijn beide ouders waren spinner van beroep. 
Peter, geboren in 1930, begon met voetbal bij SV Almelo. Tijdens de junioren stapte hij over naar Heracles, de grootste club van Almelo. Hij maakte deel uit van het Twents jeugdelftal en debuteerde als zeventienjarige in het eerste elftal van Heracles bij de competitiestart op 14 september 1947. 

### Jeugdinternational
Hij werd in april 1948 geselecteerd voor het Nederlands jeugdelftal (16-18 jaar) dat in Londen deelnam aan het FIFA jeugdtoernooi. Het was de eerste keer dat Nederland met deze jeugdcategorie een interland speelde. Stephan scoorde als midvoor het eerste doelpunt voor Nederland op 15 april tegen het Ierse jeugdelftal (2-0). Door de 2-1 winst een dag later tegen Italië, bereikte Nederland de finale op 17 april waarin thuisland Engeland de sterkste was (3-2).

### Degradatie
Heracles degradeerde in het seizoen 1950/51 onverwacht uit de Eerste klasse. De Almelose club was in de naoorlogse jaren telkens in de subtop geëindigd en in 1950 nog als tweede. Stephan was met acht treffers de clubtopscorer in het degradatiejaar. Voor de Tweede klasse bleek Heracles in het seizoen 1951/52 te sterk. De club won de eerste dertien duels met een doelsaldo van 50-1. Ongeslagen (19 zeges, 3 gelijke spelen) pakte Heracles met ruime voorsprong de titel. In de nacompetitie stelde Heracles met vier zeges de promotie veilig. Tijdens het seizoen maakte Stephan met het Nederlands militair elftal een trip naar Egypte.

### Naar het zuiden
De terugkeer met Heracles in de Eerste klasse duurde voor Stephan maar ruim een seizoen. Hij speelde op 8 november 1953, thuis tegen Haarlem, zijn laatste wedstrijd. Hij verhuisde naar Zuid-Limburg waar hij een baan kreeg op het bedrijfsbureau van staatsmijn Emma en ging voetballen bij Tweedeklasser SC Emma. Hij maakte op 13 december 1953 zijn debuut voor de club uit Treebeek. SC Emma eindigde samen met SV Kerkrade aan kop van de ranglijst. De kampioenswedstrijd op 27 mei 1954 op het terrein van Limburgia verloor SC Emma met 0-1.

### Profvoetbal
Bij de komst van het beroepsvoetbal in 1954 raakte SC Emma twee belangrijke spelers kwijt. Topschutter Henk Angenent en aanvoerder Arie Pieneman werden aangetrokken door de nieuwe profclub Fortuna '54 die uitkwam in de ‘wilde’ competitie van de NBVB. SC Emma ging niet over naar het profvoetbal na de fusie tussen de voetbalbonden KNVB en NBVB in november 1954. Stephan bleef in het seizoen 1954/55 bij de tweedeklasser. Hij werd met de club kampioen. Daarna vertrok hij naar Limburgia dat een jaar eerder wel naar het profvoetbal was overgestapt.
Bij Limburgia kwam hij als aanvaller soms minder aan spelen toe. In het seizoen 1958/59 voetbalde hij weer een volledige competitie mee als middenvelder. Hij was dertig jaar toen hij medio 1960 op de transferlijst werd geplaatst. Hij stopte als actief voetballer en richtte zich op een trainersloopbaan.

### Trainer
Zijn eerste club als trainer was RKBSV uit Brunssum. In 1961 ging hij aan de slag bij RFC Roermond. Hij werd met deze club kampioen en promoveerde naar de Eerste klasse, het hoogste amateurniveau. Hij voerde bij RFC de regel in voor iedere wedstrijd een andere speler als aanvoerder aan te wijzen. Na het behalen van de titel met RFC was hij een jaar trainer van Minor in Nuth. Daarna vertrok hij naar RIOS uit Pey-Echt waarmee hij in 1965  landskampioen werd bij de zondagamateurs.

### Terug naar oosten
Hij verhuisde na twaalf Zuid-Limburgse jaren in 1965 terug naar het oosten. Hij verruilde zijn baan bij staatsmijn Emma voor een nieuwe functie bij Polaroid dat een fabriek opstartte in Enschede. Hij pakte in 1967 zijn trainerscarrière weer op bij Quick '20 in Oldenzaal. Na twee seizoenen stapte hij over naar Enschedese Boys waar hij vijf jaar zou blijven. Bij Sportclub Enschede was hij vanaf de zomer van 1974 drie maanden actief totdat hij zijn taak neerlegde en zijn trainersloopbaan afbrak.

### Manager
Hij werd per 1 november 1974 aangesteld bij Go Ahead Eagles als de opvolger van manager Hans Kraay senior die naar Ajax ging. Hij zegde zijn baan als zakelijk manager bij Polaroid op. Stephan deed financieel goede zaken voor Go Ahead Eagles met de verkoop van Peter Arntz aan AZ’67 en Jan van Deinsen die naar Feyenoord ging. Door de tegenvallende prestaties werd trainer Leo Beenhakker in april 1976 ontslagen. Volgens Stephan waren er te veel spanningen ontstaan.

### Directeur Feyenoord
Stephan maakte in 1977 promotie want hij werd bij Feyenoord de opvolger van directeur Guus Brox. Hij ging op 1 juli aan de slag in Rotterdam. Feyenoord verkeerde in een sportief en financieel mindere fase na de glorieperiode van eind jaren zestig en begin jaren zeventig. Stephan wist dat hem een moeilijke klus te wachten stond, verklaarde hij in weekblad Voetbal International in 1983. 'De club had zich dood betaald, er was geen reserve meer. Ik werd binnengehaald om te reorganiseren. Ik diende impopulaire maatregelen te nemen'. 
Hij vertelde een jaar na zijn aantreden in de Rotterdamse krant Het Vrije Volk dat Feyenoord ‘op sterven na dood’ zou zijn.
Eind 1981 kwam het tot een breuk met de club. Met het bestuur van Feyenoord kwam hij begin januari 1982 tot een akkoord over een vertrekregeling.

### Adviseur
Vanaf oktober 1982 werkte hij als adviseur voor de Roemeense voetbalbond. Hij organiseerde onder meer trainingskampen en onderhield contacten met sponsoren in West-Europa. Dit deed hij ook voor andere sportbonden van Roemenië. Hij was een tijdlang schaatsofficial en begeleidde de Roemeense schaatser Tibor Kopacz. Ook was hij actief voor de Indonesische voetbalbond bij het regelen van oefenwedstrijden en het leggen van contacten met Nederlandse trainers.
Hij overleed op 25 april 1995 op 64-jarige leeftijd aan een hartinfarct tijdens een voetbaltoernooi op Sumatra in Indonesië. Hij had voor dit toernooi enkele Nederlandse spelers uitgenodigd.

## Clubstatistieken
| Seizoen | Club      | Land      | Competitie              | Competitie | Competitie | Beker | Beker | Internationaal | Internationaal | Overig | Overig | Totaal | Totaal |
| Seizoen | Club      | Land      | Competitie              | Wed.       | Dlp.       | Wed.  | Dlp.  | Wed.           | Dlp.           | Wed.   | Dlp.   | Wed.   | Dlp.   |
| ------- | --------- | --------- | ----------------------- | ---------- | ---------- | ----- | ----- | -------------- | -------------- | ------ | ------ | ------ | ------ |
| 1947/48 | Heracles  | Nederland | Eerste klasse Oost      | 7          | 3          | –     | 0     | 0              | 0              | 0      | 0      | 7      | 3      |
| 1948/49 | Heracles  | Nederland | Eerste klasse Oost      | 2          | 1          | –     | 0     | 0              | 0              | 0      | 0      | 2      | 1      |
| 1949/50 | Heracles  | Nederland | Eerste klasse Oost      | 15         | 4          | –     | 0     | 0              | 0              | 1      | 0      | 16     | 4      |
| 1950/51 | Heracles  | Nederland | Eerste klasse E         | 21         | 8          | –     | 0     | 0              | 0              | 0      | 0      | 21     | 8      |
| 1951/52 | Heracles  | Nederland | Tweede klasse A Oost    | 22         | 12         | –     | 0     | 0              | 0              | 4      | 2      | 26     | 14     |
| 1952/53 | Heracles  | Nederland | Eerste klasse A         | 22         | 9          | –     | 0     | 0              | 0              | 0      | 0      | 22     | 9      |
| 1953/54 | Heracles  | Nederland | Eerste klasse A         | 6          | 3          | –     | 0     | 0              | 0              | 0      | 0      | 6      | 3      |
| 1953/54 | SC Emma   | Nederland | Tweede klasse A Zuid II | 12         | 5          | –     | –     | 0              | 0              | 1      | 0      | 13     | 5      |
| 1954/55 | SC Emma   | Nederland | Tweede klasse A Zuid II | 19         | 5          | –     | –     | 0              | 0              | 0      | 0      | 19     | 5      |
| 1955/56 | Limburgia | Nederland | Hoofdklasse A           | 19         | 4          | –     | –     | 0              | 0              | 0      | 0      | 19     | 4      |
| 1956/57 | Limburgia | Nederland | Eerste divisie A        | 14         | 0          | 0     | 0     | 0              | 0              | 0      | 0      | 14     | 0      |
| 1957/58 | Limburgia | Nederland | Eerste divisie B        | 2          | 1          | 0     | 0     | 0              | 0              | 0      | 0      | 2      | 1      |
| 1958/59 | Limburgia | Nederland | Eerste divisie A        | 30         | 0          | 0     | 0     | 0              | 0              | 0      | 0      | 30     | 0      |
| 1959/60 | Limburgia | Nederland | Eerste divisie B        | 11         | 0          | 0     | 0     | 0              | 0              | 0      | 0      | 11     | 0      |
| Totaal  | Totaal    | Totaal    | Totaal                  | 202        | 55         | 0     | 0     | 0              | 0              | 6      | 2      | 208    | 57     |